# Рюджі Сакамото
Рюджі Сакамото (яп. 坂本 竜司, кириліз.: Сакамото Рюджі) — один із головних персонажів відеогри Persona 5 (2016). Він є одним із засновників організації Примарні крадії сердець. Рюджі приєднується до боротьби проти несприятливості після пробудження своєї Персони Капітан Кідд та приймає кодове ім’я Череп (яп. スカル, кириліз.: Сукару). Він відомий своєю запальною вдачею, прямолінійністю та глибоким почуттям справедливості, що часто ховається за його грубуватою поведінкою.
До подій гри Рюджі був жертвою цькування та фізичного насильства з боку тренера шкільної збірної, Суґуру Камошіди — одного з антагоністів гри. Саме через цей травматичний досвід він втрачає свою спортивну кар’єру і стає соціальним ізгоєм. Разом із головним героєм, Джокером, Рюджі потрапляє в альтернативну реальність, де пробуджує свою Персону. У процесі розвитку персонажа його Персона еволюціонує у Сейтен Тайсей. В японській версії гри його озвучує Мамору Міяно, в англійській — Макс Міттельман.
Попри важливу роль у сюжеті, Рюджі отримав загалом змішані відгуки та є одним з найменш популярних героїв. Критики відзначають суперечливе зображення персонажа. Зокрема, журналіст Кеннет Шепард зауважив, що серйозна тема насильства, пережитого Рюджі, знецінюється через часте використання персонажа в комічних ситуаціях — особливо через епізоди комічного насилля, яке на ньому ж і зосереджене.

## Концепція та створення
Рюджі Сакамото був створений дизайнером Persona 5 Шіґенорі Соеджімою. Його кодове ім’я як Примарного крадія — Череп, що дозволяє приховати справжню особистість. Режисер гри Кацура Хашіно описував Рюджі як персонажа з «бешкетною вдачею». Художниця Адзуса Шімада зізналася, що їй було складно правильно зобразити Рюджі — він не мав бути ані занадто гарним, ані занадто розслабленим, і часто після завершеного малюнка персонаж ставав невпізнаваним. Сам Соеджіма також назвав Рюдзі найскладнішим у розробці, оскільки дизайн довелось терміново передавати анімаційній студії. Перші концепт-арти, засновані на образі Ханако Орібе, виглядали настільки відмінно, що він навіть не впізнав персонажа. Персона Рюджі — Капітан Кідд, яка згодом еволюціонує в Сейтен Тайсей. Вибір Сейтен Тайсей був зумовлений як характером і історією Рюджі, так і візуальними подібностями: Сейтен Тайсей в найвідомішій японській інтерпретації зображується як мавпа-блондин, що гармонує із зовнішністю Рюджі, а також той факт, що Капітан Кідд плаває на кораблі, а Сейтен Тайсей літає на хмарі, посилив зв’язок між образами.
В японській версії гри Рюджі озвучив Мамору Міяно, а в англійській — Макс Міттельман. Міттельман не проходив прослуховування на роль — компанія Atlus запропонувала йому участь у Persona 5 після його роботи над грою Shin Megami Tensei IV: Apocalypse, де він озвучив персонажа Галелуя. Йому сказали, що «ніхто інший не зміг би озвучити Рюджі». Міттельман вважав, що йому могли запропонувати або Джокера, або Рюджі, і сподівався отримати саме Рюджі, бо відчував з ним схожість. Він описував персонажа як «вибухового» і вважав його гнів цілком виправданим. У процесі озвучення йому дозволяли імпровізувати, і він вкладав у Рюджі частину себе — зокрема, бунтарське ставлення до авторитетів, що резонувало з його власним минулим.
Сценарист і хореограф Persona 5: Dancing Star Night Теппей Кобаяші порівнював Рюджі з Джюнпеєм Іорі з Persona 3. Він відзначав труднощі в розмежуванні танцювального стилю обох персонажів через схожість їхніх характерів і того, що Ю Джюрі був актором руху для обох. Команда прагнула уникнути надмірного акценту на образі «хулігана», щоб Рюджі не став надто схожим на Канджі Тацумі з Persona 4. Кобаяші описував Рюджі як «невдаху з великим серцем» і прагнув, щоб це відображалося у його танці. Під час парного танцю з Морґаною Рюджі виконує рух з уявною гітарою — ідея належала самому Ю Джюрі.

## Появи
Рюджі Сакамото вперше з’являється у Persona 5 (2016) як один із перших учасників Примарних крадіїв сердець. Він також з’являється у Persona 5 Royal — розширеному перевиданні гри з новим контентом і додатковими сюжетними елементами. Окрім основної серії, Рюджі фігурує у кількох спінофах: Persona 5 Strikers, Persona Q2: New Cinema Labyrinth, Persona 5: Dancing Star Night, Persona 5 Tactica і Persona 5: The Phantom X.

## Сприйняття
Рюджі Сакамото отримав змішані відгуки: хоча деякі фанати цінують його щирість, лояльність і бунтівну натуру, він часто посідає низькі місця в опитуваннях популярності. Критики відзначають, що серйозні теми, пов’язані з його минулим як жертви насильства, знецінюються через часте використання Рюджі як комічного персонажа.
Деякі оглядачі вважають його глибшим за типових «гучних друзів» серії, тоді як інші бачать в ньому суперечливий архетип. Також обговорювалась потенційна романтична динаміка між ним і Джокером, яку гра, на думку деяких, проігнорувала через страх перед темами ЛГБТ. Крім того, образ Рюджі спричинив критику в Південній Кореї через дизайн взуття з символікою прапора Сонця, що сходить.